# Na Zámkách
Hradiště Na Zámkách je hradiště u Chotče v okrese Praha-západ ve Středočeském kraji. Nachází se severozápadně od vesnice v závěru ostrožny vrchu Škrábek. Z hradiště neznámého stáří se dochovaly pozůstatky opevnění, které jsou chráněny jako kulturní památka.

## Historie
Na hradišti objeveném po druhé světové válce neproběhl archeologický výzkum ani při povrchových průzkumech nebyly získány žádné nálezy, které by umožnily datovat dobu vzniku a osídlení hradiště.

## Stavební podoba
Hradiště bylo postaveno na ostrožně s nadmořskou výškou 350 metrů v západní části vrchu Škrábek, který je součástí Pražské plošiny. Jednodílné hradiště zabírá plochu přibližně jednoho hektaru. Severozápadní a jihozápadní strana je přirozeně chráněna strmými svahy, které převyšují údolí Radotínského potoka o více než 45 metrů. Snadno přístupnou východní stranu chránilo opevnění, které se dochovalo v podobě asi jeden metr hlubokého a nejvýše tři metry širokého příkopu, a valu, jehož výška přesahuje dno příkopu maximálně o tři metry. Obě ukončení valu se stáčí k západu, a v krátkých úsecích tak chrání i boční strany. V konstrukci původní hradby bylo využito větší množství kamene.